# Leon Podleski
Leon Edward Podleski (Podlewski), herbu Bogoria (ur. 24 września 1872 we Lwowie – zm. 7 maja 1948 w Gliwicach) – ziemianin, działacz społeczny i gospodarczy

## Życiorys
Szkołę powszechną i średnią ukończył we Lwowie (maturę uzyskał w 1891) oraz szkoły wojskowe w Eisenstadt i Weisskirchen. Ukończył studia wyższe z zakresu melioracji w Flochschule für Bodenkultur oraz prawo na uniw. w Wiedniu (1895).
Ziemianin, właściciel odziedziczonych dóbr Czermielów Mazowiecki i wniesionych w posagu przez żonę Bajkowice (1896-1905) w pow. tarnopolskim. Wspomagał materialnie rzymskokatolicki kościół parafialny w Czermielowie – wybudował także dom ludowy w tej miejscowości. Gospodarując w Bajkowcach Starych, wybudował tam drewnianą kaplicę rzymskokatolicką. W obu swoich majątkach założył czytelnie Towarzystwa Szkoły Ludowej, Członek oddziału tarnopolsko-zbarazko-skałacko-trembowlańskiego (1898-1914) Galicyjskiego Towarzystwa Gospodarskiego. Działacz i członek Komitetu GTG (10 czerwca 1906 – 30 czerwca 1908). Detaksator i członek Wydziału Okręgowego w Tarnopolu (1904) Galicyjskiego Towarzystwa Kredytowego Ziemskiego. W latach 1913–1914 jako tytularny radca stanu był zarządcą Inspektoratu Kultury Krajowej we Lwowie z prawem wizytowania szkół rolniczych w Galicji.
Podczas I wojny światowej, powołany do armii – był komendantem szpitala wojskowego w Stanisławowie. Po dostaniu się do niewoli, wywieziony w głąb Rosji, gdzie przebywał w obozie jenieckim w Berdyczowie, a potem w guberni kazańskiej i symbirskiej. W 1917 uznany za inwalidę przebywał w szpitalu w Rosji. Po drugiej rewolucji rosyjskiej w 1917 przedostał się poprzez Finlandię i Szwecję do kraju. Po wojnie powrócił do rodzinnego majątku. Przeprowadzona parcelacja mimo zmniejszenia powierzchni majątku ułatwiła my jego odbudowę. Przeprowadził jego gruntowną modernizacją – elektryfikując zarówno dwór jak i folwark, a także prowadząc młyn i gorzelnię.
W okresie międzywojennym był członkiem Związku Ziemian oraz nadal do Tow. Gospodarskiego we Lwowie i Towarzystwa Kredytowego Ziemskiego. Był także ławnikiem sądowym. Pełnił również funkcje członka rad nadzorczych Tow. Kotłów Parowych w Warszawie,Tow. Ubezpieczeniowego „Florianka” w Krakowie, Syndykatu Zbożowego we Lwowie. Członek Rady Naukowej w szkole im. Jerzego Turnaua. Członek Stronnictwa Narodowego. Bardzo aktywnie udzielał się w pracach Sodalicji Mariańskiej. Założył w swoim majątku ochronkę dla dzieci wiejskich przez ss. służebniczki, udzielał też wsparcia bursie dla sierot po poległych i zaginionych w I wojnie światowej w Tarnopolu. Udzielał się także przy organizacji pielgrzymek na Jasną Górę i do Rzymu. W 1932 otrzymał tytuł Szambelana Jego Świątobliwości.
Po wybuchu II wojny światowej wraz z rodziną został zmuszony do opuszczenia majątku. Po zajęciu Tarnopola przez Niemców został w listopadzie 1941 prezesem honorowym a potem kierownikiem biura Polskiego Komitetu Opiekuńczego. Wielokrotnie interweniował u władz okupacyjnych w sprawach ludności pokrzywdzonej przez Niemców i Ukraińców. Po donosie został aresztowany przez Niemców. Wypuszczony na wolność zrezygnował z kierowania Komitetem. Resztę wojny przeżył wraz z rodziną w Tarnopolu. Po ponownym zajęciu miasta, a także Czermielowa przez Armię Czerwoną latem 1945 został repatriowany na Górny Śląsk, gdzie mieszkał najpierw w Brzezinach koło Bytomia a następnie w Gliwicach.
Został pochowany w Gliwicach.

## Rodzina
Urodził się w rodzinie ziemiańskiej, syn Edwarda (1826-1906) i Felicji z Suchodolskich (1845-1938). Miał rodzeństwo: braci: Ignacego Jana, i Edwarda Feliksa oraz siostry: Izydorę Salomeę, Antoninę Felicję (z męża Horodyńską) i Izabelę (żonę Edwarda Kozickiego). Ożenił się w 1896 z Anną z Rozwadowskich (1877-1951), miał z nią pięć córek: Marię Annę (1897-1943) żonę Ryszarda Małachowskiego, Cecylię Felicję (ur. 1902), żonę rotmistrza Erwina de Fredberga, Zofię Barbarę (1904-1954) żonę Tadeusza Myszkowskiego, Felicję Marię (1905-1983) żonę Stanisława Żeromskiego i Jadwigę Marię (ur. 1920).